# Яблоновка (Макаровский район)
Яблоно́вка (укр. Яблунівка) — село, входит в Макаровский район Киевской области Украины.
Население по переписи 2001 года составляло 567 человек. Почтовый индекс — 08073. Телефонный код — 4578. Занимает площадь 0,28 км². Код КОАТУУ — 3222788901.

## Местный совет
08073, Київська обл., Макарівський р-н, с. Яблунівка, вул. Радянська, 2

## Галерея

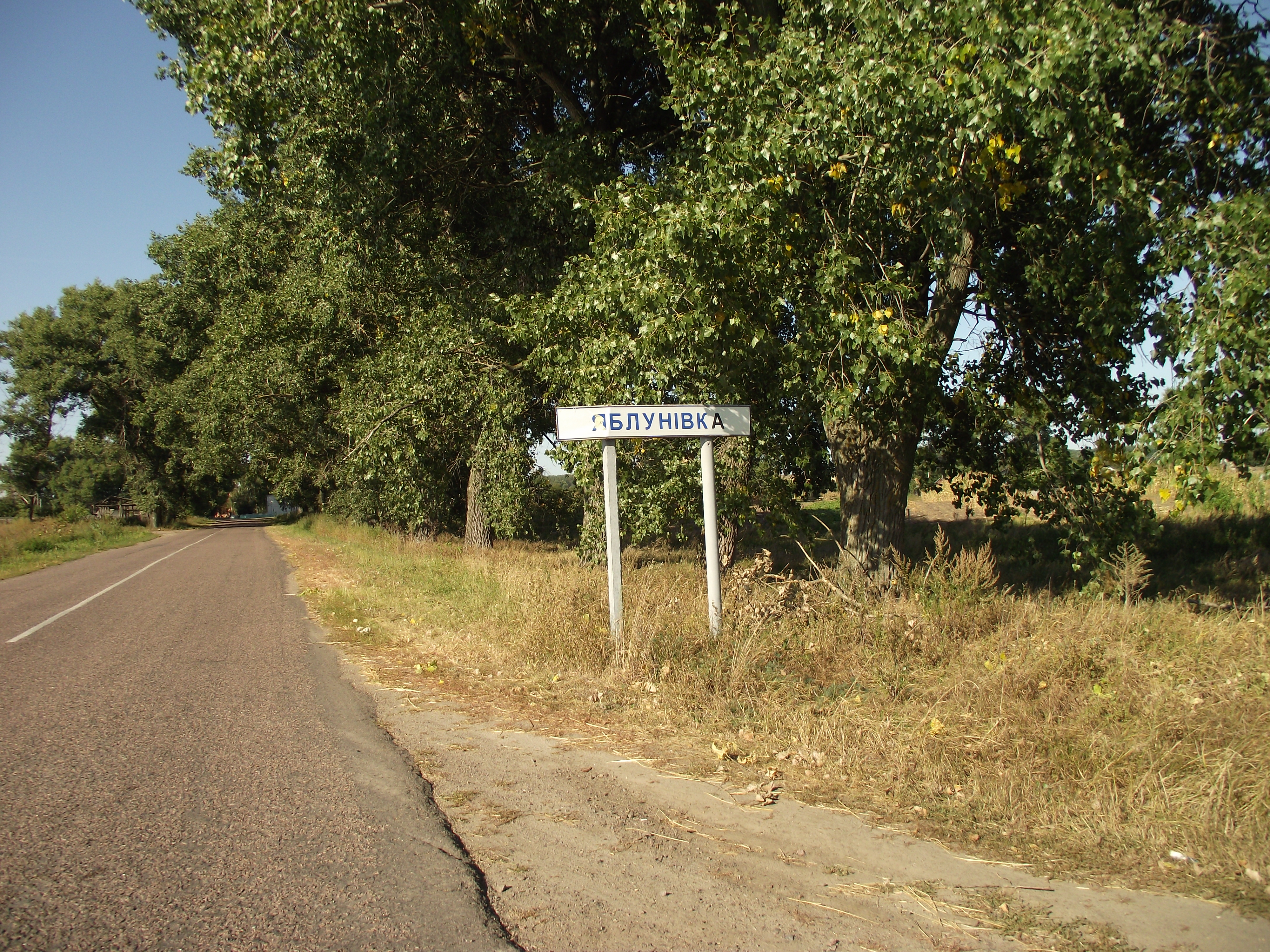
Дорожный знак на въезде в село
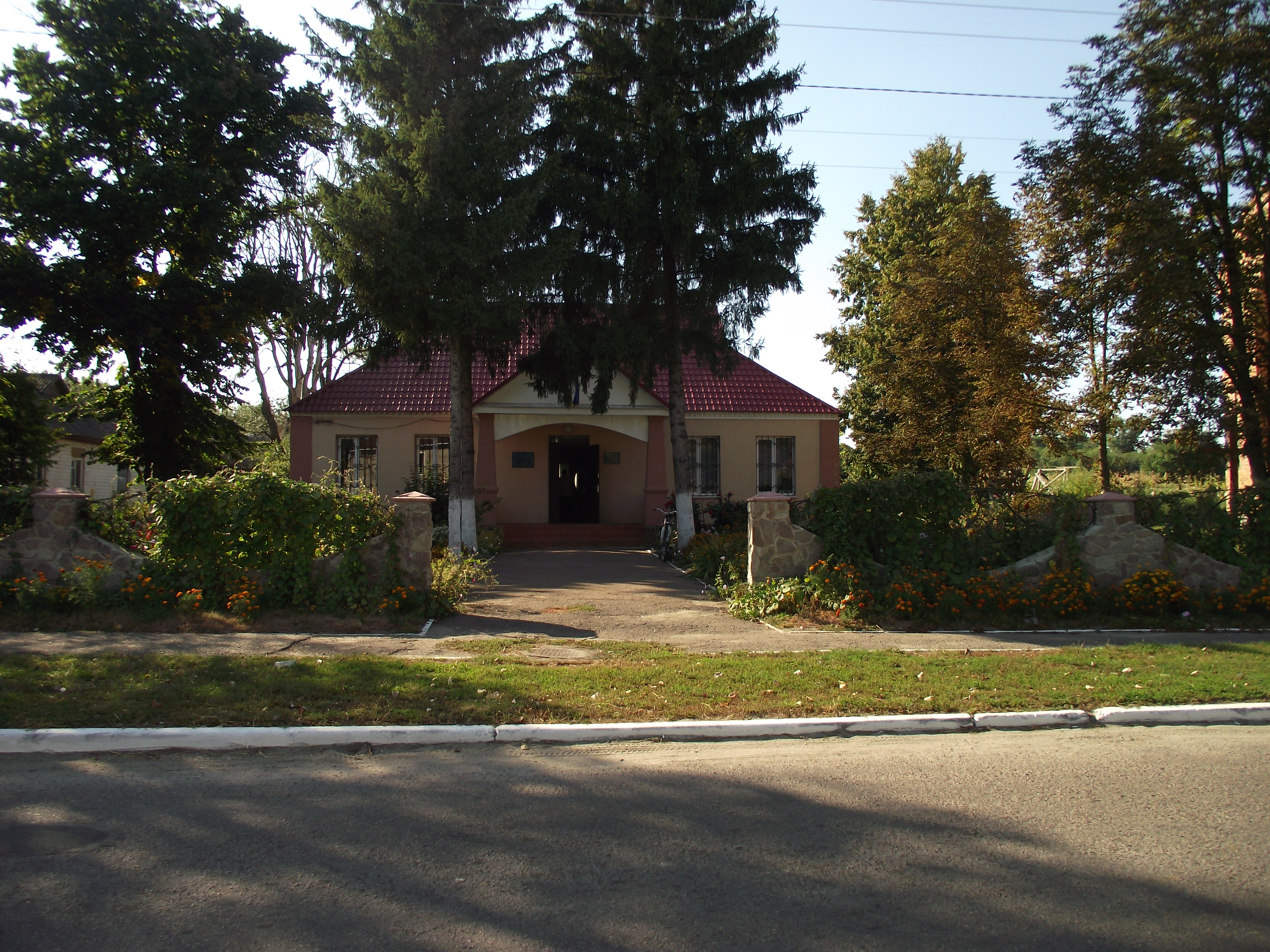
Сельский совет
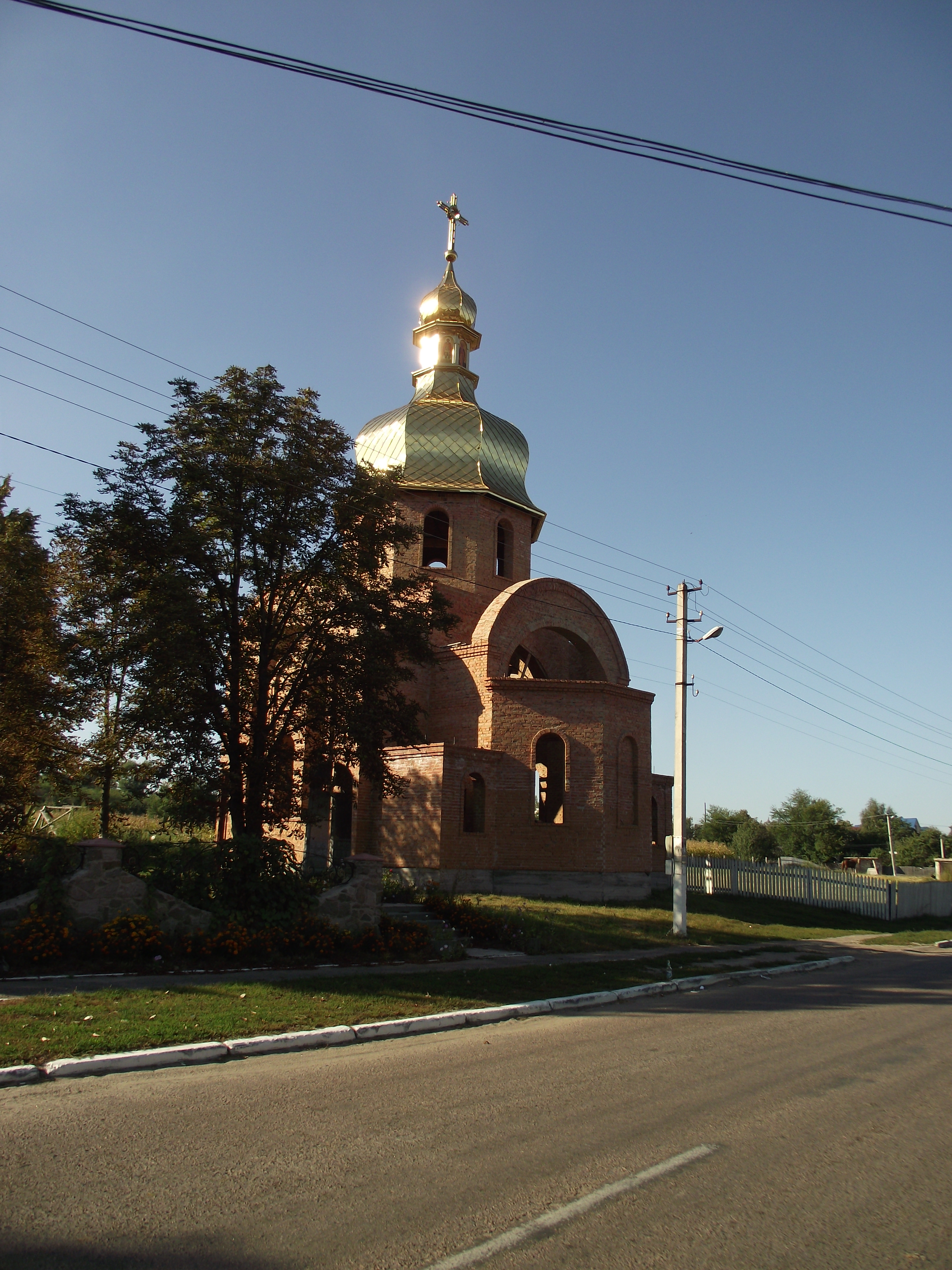
Строящаяся церковь
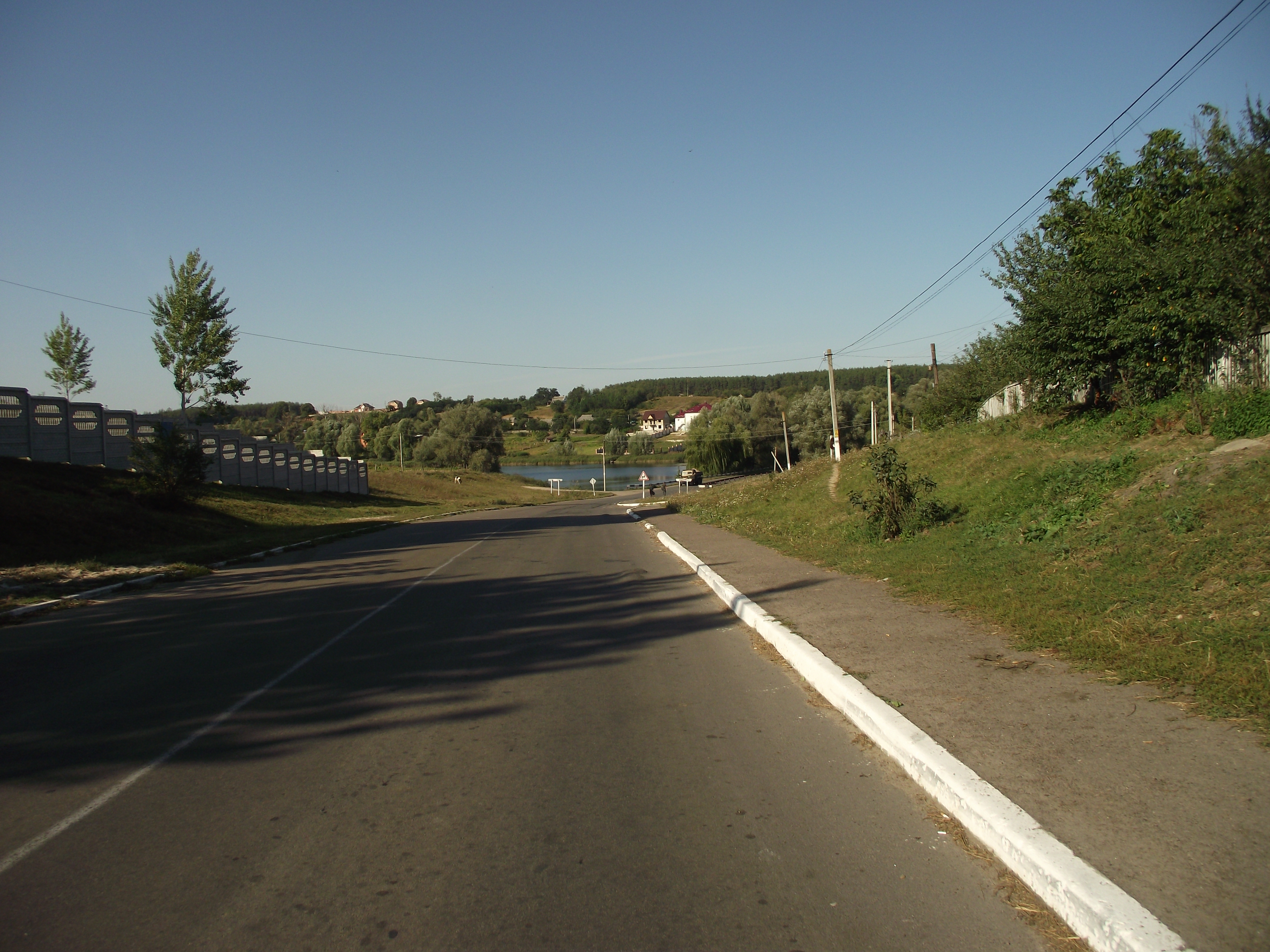
Вид на реку Куделя